# Fosse caroline

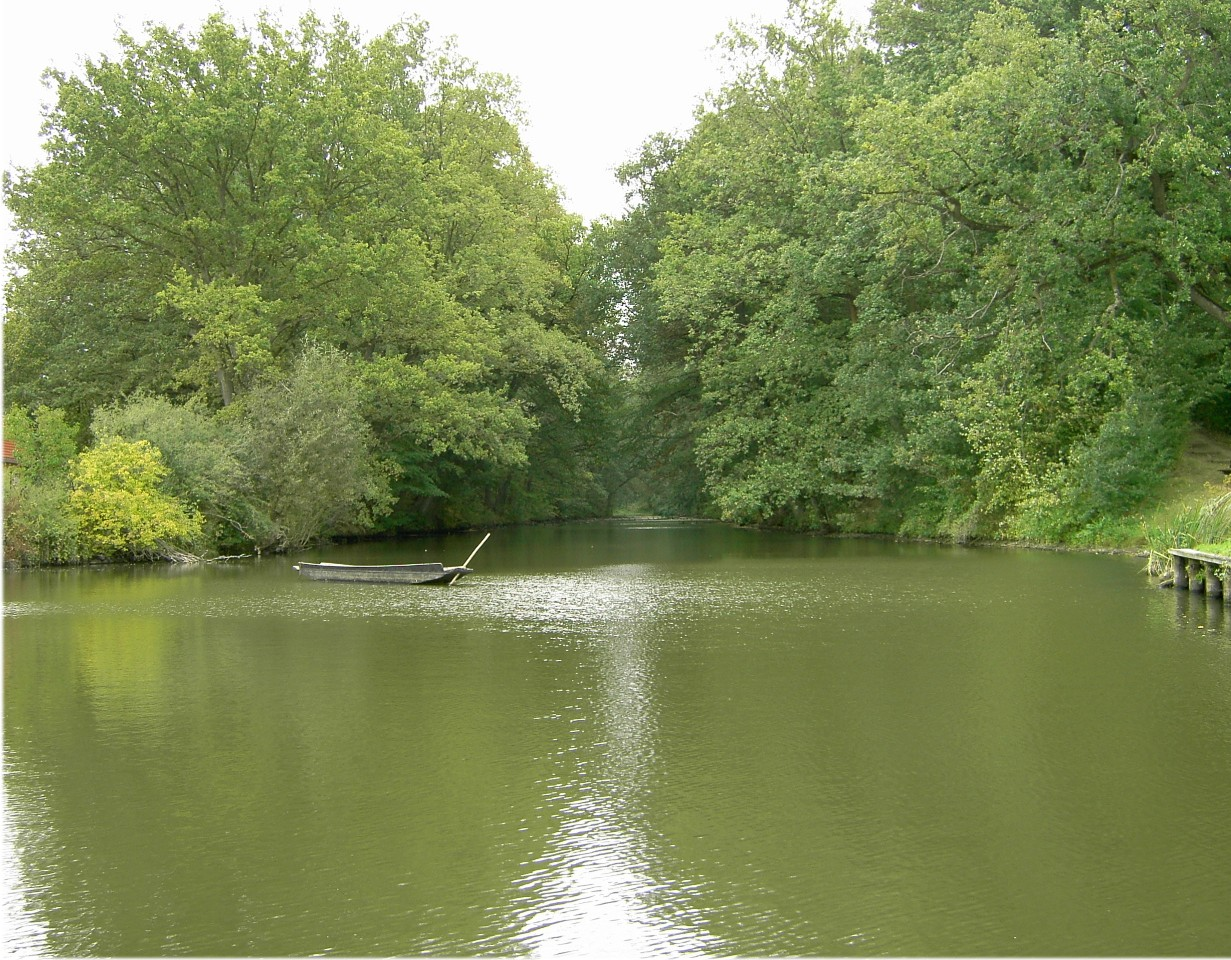
Vestiges de la Fosse caroline

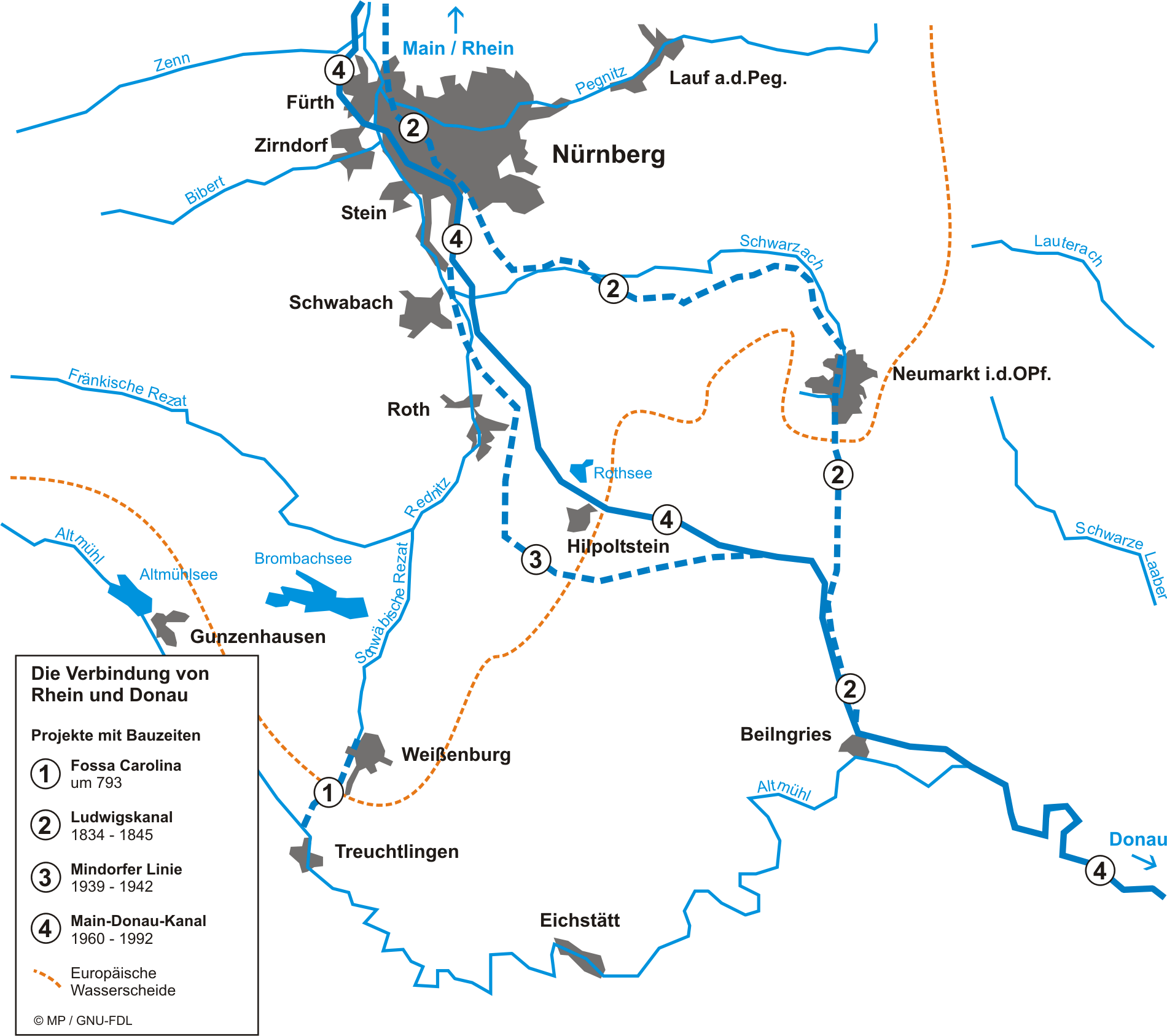
Les différents tracés envisagés pour la liaison Rhin-Main-Danube.

La Fosse caroline (ou fossé carolin, en latin médiéval Fossa Carolina, en allemand Karlsgraben) était un canal navigable connectant le Rezat souabe à l'Altmühl, et par là-même reliant le bassin  du Main et donc du Rhin à celui du Danube. Ce canal pré-médiéval est donc, dans une certaine mesure, le devancier du canal Ludwig et du canal Rhin-Main-Danube. La Fosse caroline devait traverser la ligne de partage des eaux Mer du Nord - Mer Noire.

## Histoire
Les Annales du royaume des Francs rapportent que c'est en 793 que Charlemagne ordonna le creusement d'un canal entre le Main et le Danube, long de trois kilomètres près de Treuchtlingen. Il s'agissait de promouvoir le transport de marchandises par bateau entre les villes de Rhénanie et Weissenburg en Bavière. Jusqu'à la construction du canal, en effet, le transport devait s'interrompre au niveau de la ligne de partage des eaux, près de Treuchtlingen. La thèse répandue dans une certaine presse, selon laquelle le canal aurait été creusé pour permettre à Charlemagne de ramener sa flotte de guerre depuis le Danube jusqu'au Rhin n'est plus défendable aujourd'hui ; les motivations stratégiques étaient certainement étrangères à ce projet, dans la mesure où le roi des Francs (et futur empereur des Romains) disposait de suffisamment de vaisseaux, tant sur le Danube que sur le Rhin pour ses campagnes militaires.
Les chroniques rapportent que le projet fut abandonné à la suite du mauvais état du sol et des intempéries survenues au cours des travaux ; mais même ces récits sont aujourd'hui considérés comme peu fiables, car la majorité des sources contemporaines de Charlemagne font état d'un canal achevé et opérationnel. La faible fréquentation et l'abandon progressif de ce canal peuvent s'expliquer par l'obstacle important que représentait le transit du bief de partage, et le fait que pour les marchands, les difficultés du transit n'étaient guère compensées par les profits commerciaux.
Selon une autre thèse tombée en discrédit, la Fosse caroline n'aurait servi qu'à relier la garnison romaine de Biriciana (90–253 ap. J. Chr., auj. Weissenburg in Bayern) à d'autres forts du Limes, pour permettre l'acheminement de renforts aux légions du Rhin inférieur par une liaison fluviale. Ce qui milite contre cette thèse, c'est le fait qu'elle implique que la Fosse caroline devait traverser à l'époque romaine les terres de plusieurs tribus hostiles : mais cela n'aurait certainement pas arrêté les Romains, d'autant qu'il leur était bien plus facile d'investir cette zone que d'y tracer un canal.
Au haut Moyen Âge, le principe de l'écluse à sas était encore inconnu : les biefs de canaux étaient séparés par des étangs dont on faisait varier le niveau par un jeu de poutrelles ou de vannes à glissière. Le bief de partage de la Fosse caroline était alimenté en eau par un barrage de retenue. En outre, on a récemment mis au jour près de Treuchtlingen les vestiges d'un barrage médiéval dans le lit de l'Altmühl, qui peut être relié à l'alimentation en eau de la Fosse caroline. Il servait vraisemblablement de déversoir latéral à l'Altmühl, pour tenir un niveau constant en déchargeant les eaux excédentaires par « surverse » dans le canal. On a même pu établir que le bief nord du canal était essentiellement alimenté par les eaux de la haute Rezat. Ainsi, la Fosse caroline était-elle navigable par tous les temps.
Il ne subsiste plus aujourd'hui de cet ancien canal qu'un bras en eau de 500 m de long et des digues en remblai.

## Les fosses carolines dans la littérature
- Cavanna, Les Fosses carolines,  (ISBN 978-2714419491)  Une truculente histoire mettant en scène les fosses carolines au temps de Charlemagne.

## Galerie

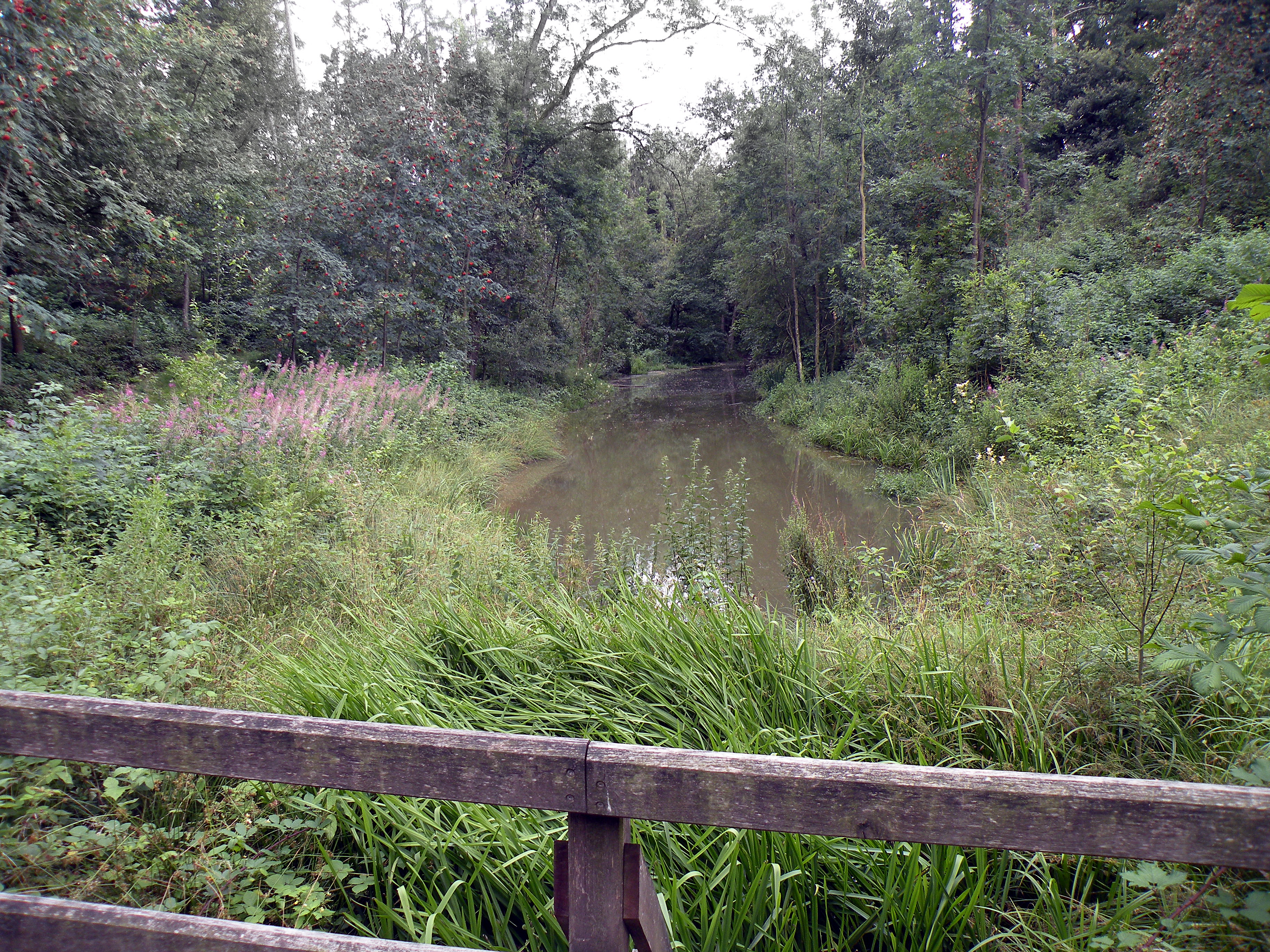
Extrémité nord
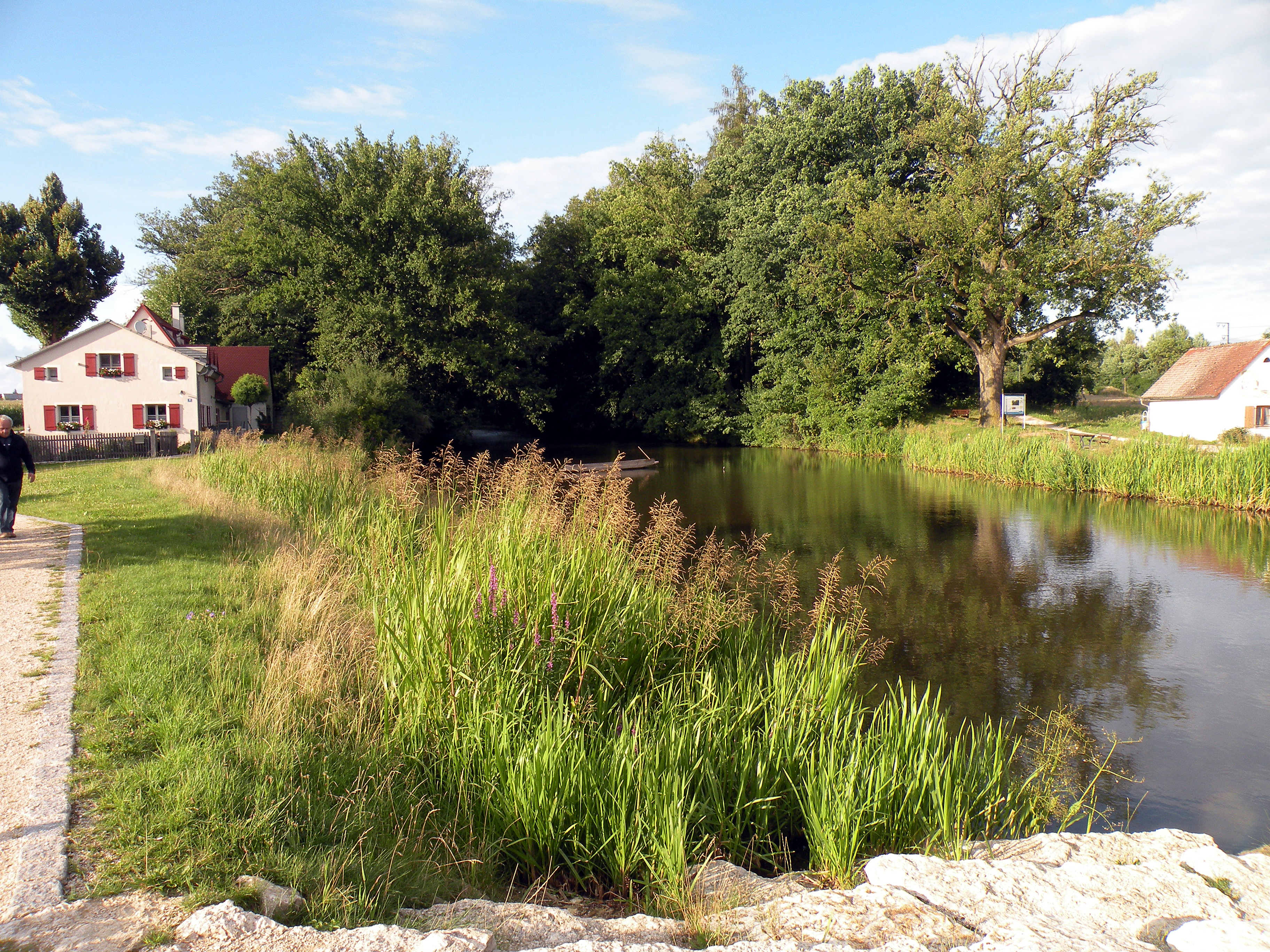
Extrémité sud
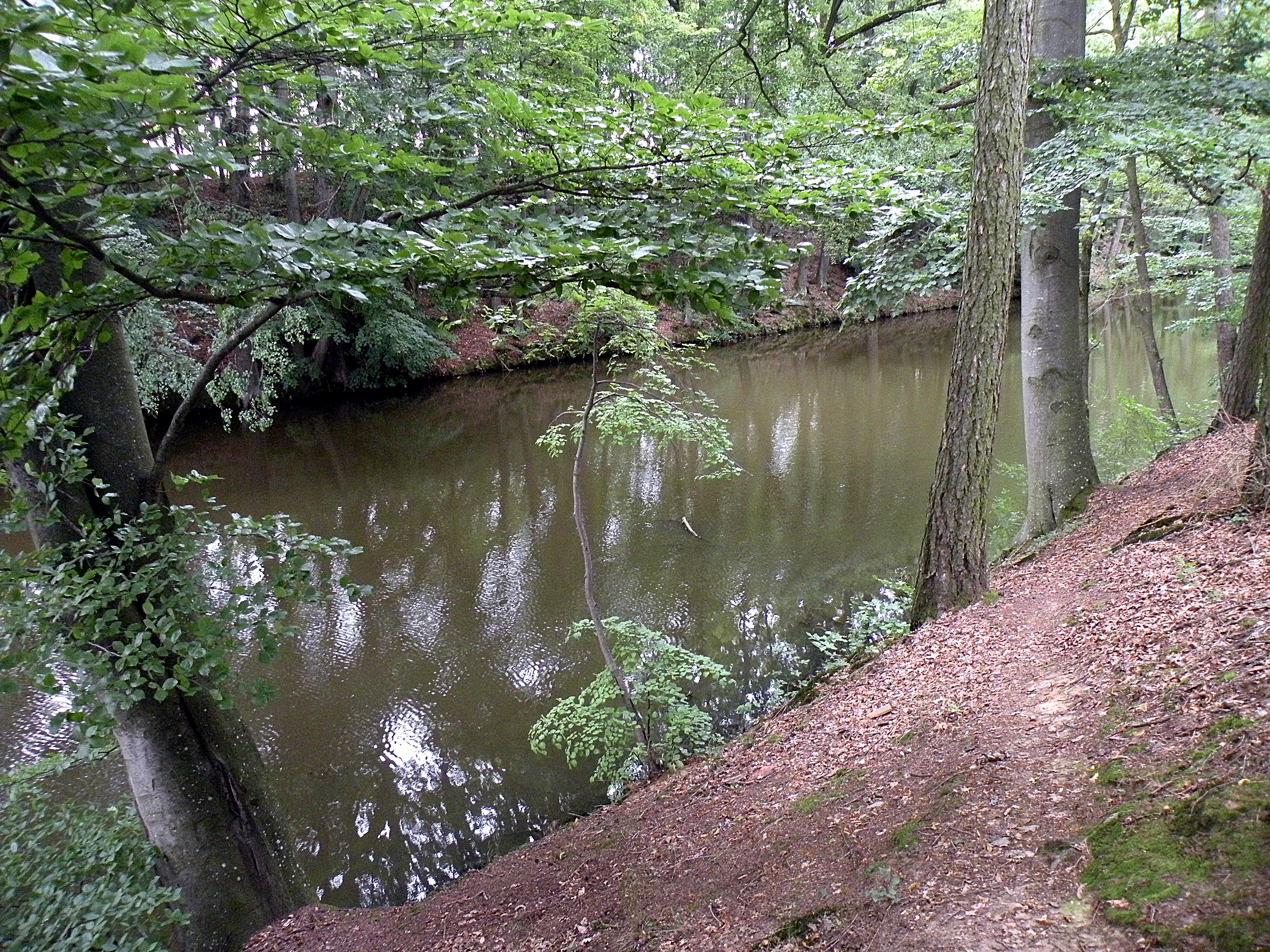
Vue des terrassements
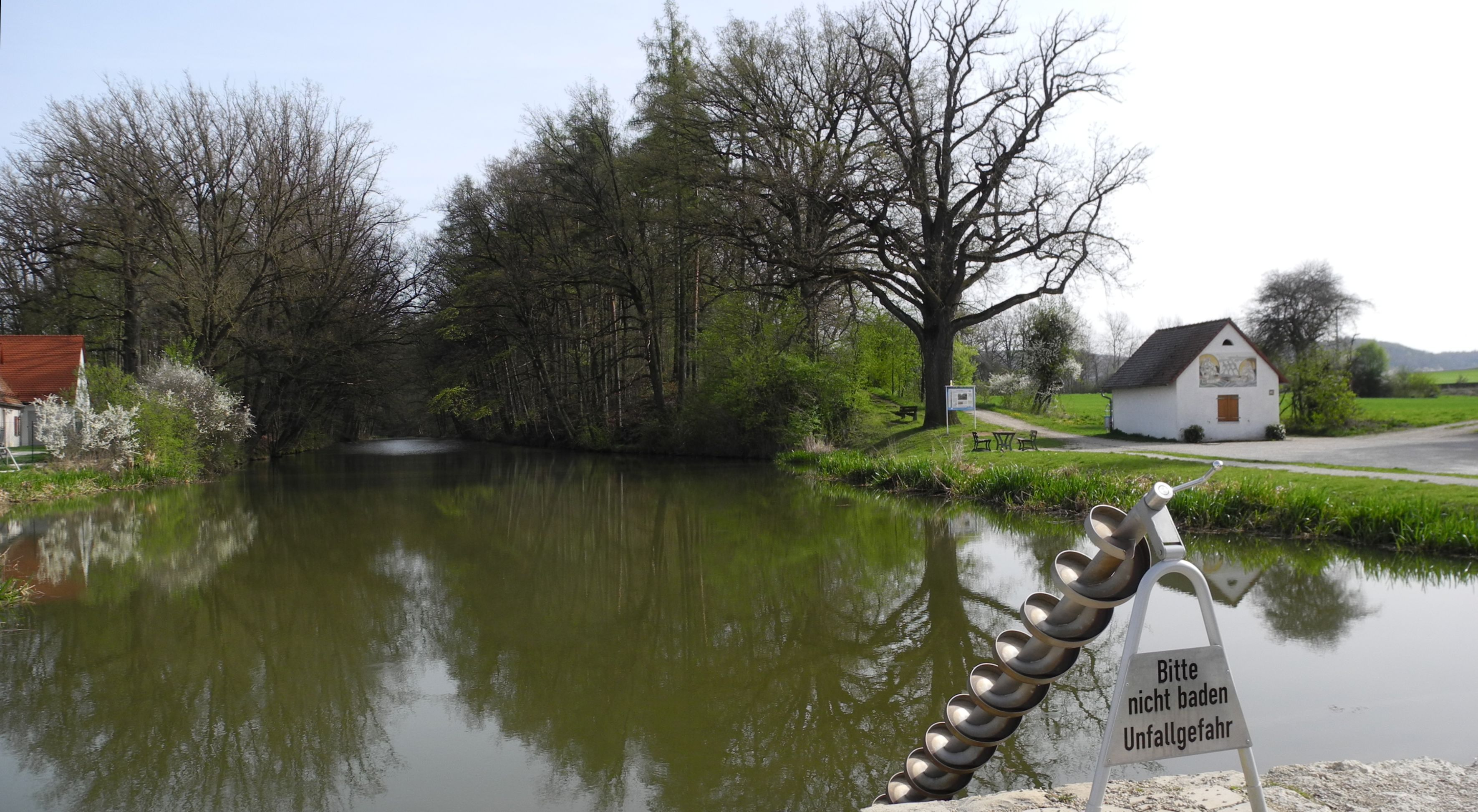
Au niveau de Karlsgraben
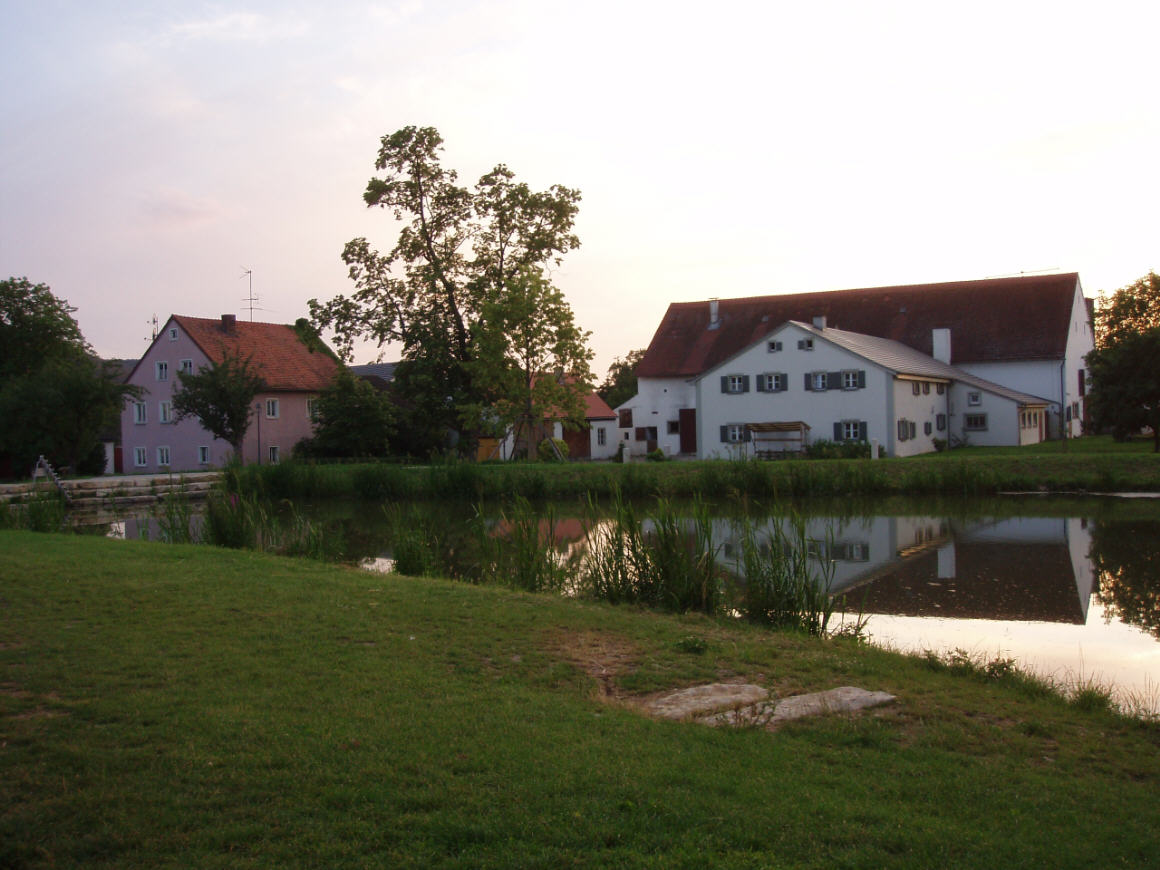
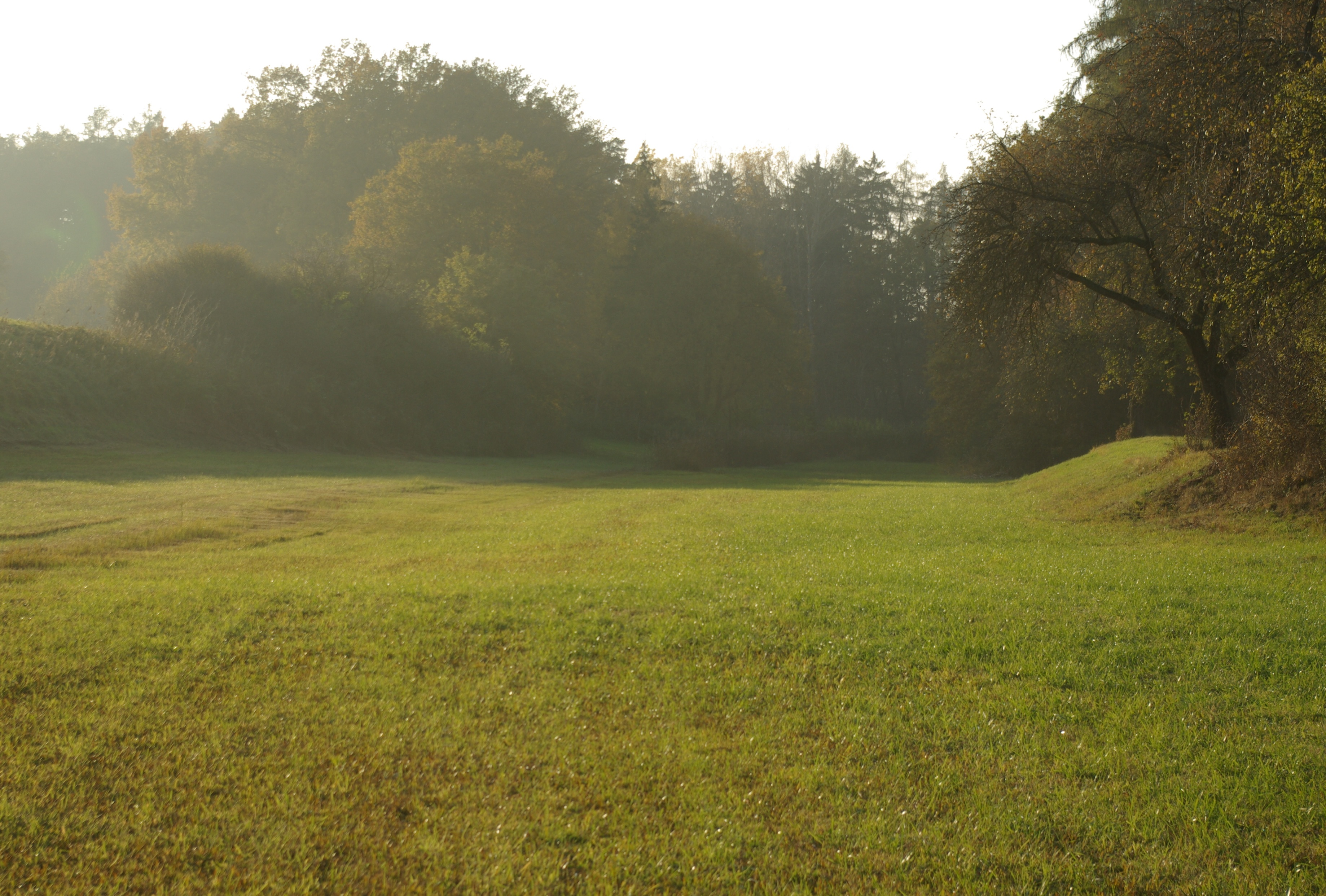
Partie remblayée
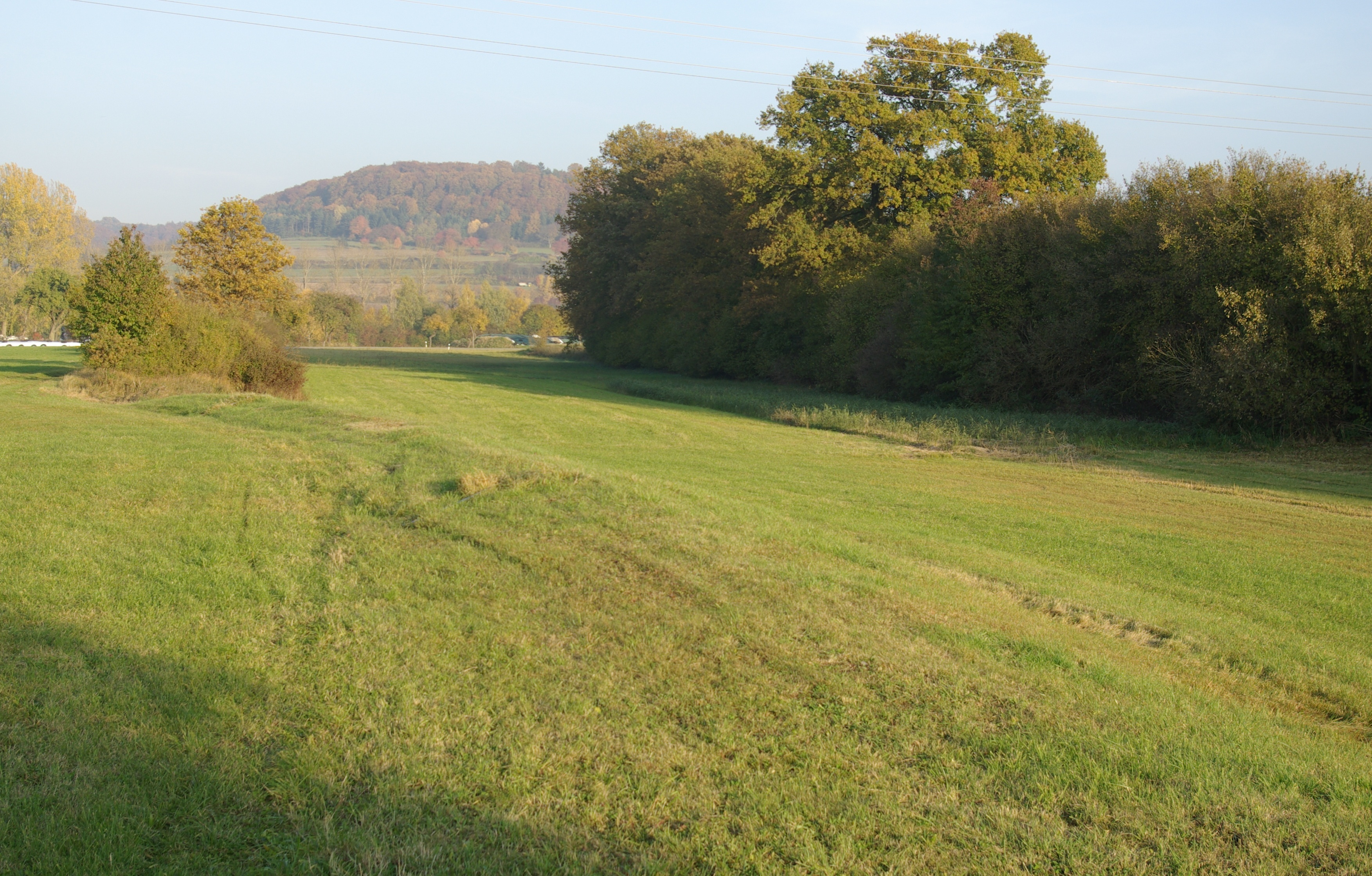
Partie remblayée